# Caio Cesar Rocha
Caio Cesar Vieira Rocha (Fortaleza, 4 de novembro de 1980) é um jurista e advogado brasileiro, especialista em arbitragem, contencioso e direito desportivo. Filho do ex-presidente do Superior Tribunal de Justiça, Cesar Asfor Rocha, e de Iuta Vieira, graduou-se em direito na Universidade de Fortaleza.
É mestre e doutor, respectivamente, pelas Universidade Federal do Ceará e Universidade de São Paulo. Fez pós-doutorado pela Columbia Law School, em Nova York. Foi presidente do Superior Tribunal de Justiça Desportiva, é presidente do Tribunal deDisciplina da Confederação Sul-Americana de Futebol, a Conmebol, e, atualmente, também atua como advogado.

## Carreira
Formado em direito pela Universidade de Fortaleza, em 2001, Caio Cesar Rocha abriu seu escritório de advocacia no ano seguinte, o Rocha, Marinho e Sales Advogados.Também é sócio e advogado da Cesar Asfor Rocha Advogados.
Fez mestrado na Universidade Federal do Ceará. De sua tese, defendida em 2006, alinhavou o livro Pedido de Suspensão de Decisões Contra o Poder Público, publicado anos mais tarde e celebrado por juristas como Gilmar Mendes.
Na Universidade de São Paulo, defendeu em sua tese de doutorado, em 2012, a necessidade estabelecer limites ao controle judicial, pelo Estado, em decisões das câmaras de arbitragem.
Dessa maneira, segundo seu trabalho, poderá se desenvolver no Brasil um “sistema que permita, a um só tempo, garantir o máximo respeito às decisões arbitrais e destacar as fronteiras onde a interferência judicial no processo arbitral encontra fim”. Especialista na área, Caio Cesar Rocha integrou uma comissão especial do Senado criada para reformar a Lei de Arbitragem.
Em 2014, nos Estados Unidos, o jurista fez seu pós-doutorado, na faculdade de direito da Universidade de Columbia, em Nova York. O foco também era na área de arbitragem.

## Áreas de atuação
Caio Cesar Rocha atua em diferentes áreas do direito. Entre suas especialidades, principalmente na área corporativa e empresarial, estão arbitragem, contencioso estratégico, cível e societário. O advogado também especializou-se e fez carreira em direito desportivo.

### Arbitragem
É um principais especialistas em arbitragem do Brasil. Além de ter doutorado e pós-doutorado na área, Caio Cesar Rocha integrou, em 2013, a comissão do Senado criada para reformar a Lei de Arbitragem junto de alguns dos principais juristas brasileiros, como a ex-ministra do Supremo Tribunal Federal, Ellen Gracie, o ministro do Tribunal de Contas da União, Walton Alencar Rodrigues, e os advogados Francisco Antunes Maciel Müssnich e José Rogério Cruz e Tucci. Dois anos depois, a lei 13.129/15 foi aprovada, consolidou práticas já usadas pelos profissionais do meio e deu mais segurança jurídica para as decisões de arbitragens.

### Direito desportivo
Caio Cesar Rocha ingressou em 2006 para a justiça desportiva como auditor do Superior Tribunal de Justiça Desportiva (STJD). Entre os anos de 2009 e 2012, Caio Cesar Rocha atuou como membro da Câmara de Resoluções de Disputas da FIFA.
Em 2012, o jurista assumiu a presidência do Tribunal de Disciplina da Confederação Sul-Americana de Futebol, a Conmebol. A corte disciplinar da confederação, responsável por organizar o futebol no continente, foi criada naquele ano. Desde então, é conduzida pelo advogado.
Caio Cesar Rocha foi eleito presidente do STJD, em 2014. Por dois anos, ele conduziu a mais alta corte esportiva do país.
No Senado Federal, o advogado também foi presidente da comissão de juristas reunidos pela Casa para produzir o anteprojeto da Lei Geral do Desporto Brasileiro.